# Anauxesis perrieri
Anauxesis perrieri là một loài bọ cánh cứng trong họ Cerambycidae.